# Silberschlag (Mondkrater)
Silberschlag ist ein Einschlagkrater auf der Mondvorderseite nordöstlich des Kraters Agrippa und südlich der Mondrille Rima Ariadaeus.
Der Krater ist schüsselförmig und kaum erodiert.
| Buchstabe | Position          | Durchmesser | Link |
| --------- | ----------------- | ----------- | ---- |
| A         | 6,92° N, 13,2° O  | 7 km        |      |
| D         | 7,48° N, 11,21° O | 3 km        |      |
| E         | 5,18° N, 12,71° O | 4 km        |      |
| G         | 5,72° N, 13,83° O | 3 km        |      |
| P         | 6,81° N, 11,98° O | 33 km       |      |
| S         | 7,71° N, 12,21° O | 38 km       |      |

Der Krater wurde 1935 von der IAU nach dem deutschen Naturforscher Johann Esaias Silberschlag offiziell benannt.